# Braunsia apicalis
Braunsia apicalis är en stekelart som först beskrevs av Smith 1858.  Braunsia apicalis ingår i släktet Braunsia och familjen bracksteklar. Inga underarter finns listade.